# Дълбок дол
Дълбок дол е село в Северна България. То се намира в община Троян, област Ловеч.

## География
Основни факти за Село Дълбок дол
Местоположение: Северен-Централен регион
Област: Ловеч
Община: Троян
Разстояние до столицата: 113.198 km от София
Геогр.ширина (Latitude): 42.967N
Геогр.дължина (Longitude): 24.65E
Надморско равнище: 300 – 499 m
Площ на Село Дълбок дол: 29,734 km2 (НСИ)
Население на Село Дълбок дол: 378 жители (към 01/01/2007 – НСИ)
Пощенски код на Село Дълбок дол: 5668
Телефонен код на Село Дълбок дол: 06955 от България, 003596955 от чужбина

## История
По време на османската власт турците нападали българите и те се криели в дола. Героите го нарекли „Даде Бог дол та оцеляхме“ като тяхно спасение. Впоследствие селото е преименувано на Дълбок дол. Хора, бягащи от турците, се заселват и създават село Дълбоки, Старозаргорско. 
След Освобождението най-сетне се появила възможност за построяване на църква. След дълго търсене през 1881 година Дълбочани намерили майстор Генчо Кънчев (1828 – 1890) от с. Генчовци да построи църквата. През 1882 година църквата била завършена и наречена „Св. Архангел Михаил“. На 8 ноември се прави курбан за църквата.
Историята разказва, че по време на Освобождението много Дълбочани са избягали и различни краища на страната за да търсят спасение. Към днес знаем че с. Дълбок дол общ. Троян се родее със с. Дълбоки общ. Стара Загора. От няколко десетилетия са възстановени родовете и приятелските връзки между двете села. Първата среща на население от двете побратими села е на 6 май 1963 г., когато дълбочани гостиват на село Дълбоки.

## Население
Численост и дял на етническите групи според преброяването на населението през 2011 г.:
|                     | Численост | Дял (в %) |
| Общо                | 334       | 100,00    |
| Българи             | 320       | 95,80     |
| Турци               | 8         | 2,39      |
| Цигани              | 4         | 1,19      |
| Други               | 0         | 0,00      |
| Не се самоопределят | 0         | 0,00      |
| Неотговорили        | 1         | 0,29      |

## Културни и природни забележителности
Селото се намира между с. Борима и с. Добродан и е удобно за развиване на дребни
производствени предприятия поради близостта си до гр. Троян – само на 15 км, и поради развитата си инфраструктура.
Има опити и за вилен туризъм, общо взето успешни, макар и не във всяка част от селото.
Но да работиш и живееш постоянно в селото е удобно и евтино.
Черквата в селото е построена през 1882 година. Храмът е посветен на архангел Михаил. Отворен е на големи празници. Туристите могат да подадат заявка в кметството, за да посетят черквата - на телефон 06955/ 22 21.

## Редовни събития
В селото има писта за бъги и АТВ машини, подходяща и за друг вид спортни мероприятия. От 2 години отново се  провеждат състезания.Събора на с.Дълбок дол е последната седмица на месец юни.

## Личности
- Лазар Дончев (1937 – 2018), български политик от БКП
- Йоши Ямазаки (р. 1966 в Токио), японски архитект
- Христо Илиев (р. 07.11.1951) - волейболист

## Други
В селото има център за социална рехабилитация и интеграция на деца с физически увреждания и съхранен интелект.
Въпреки че е малко, в селото работят и се развиват няколко производствени предприятия (дървообработване, керамика, бои и лепила, овцевъди и кравеферма).